# Ib Schønberg
Ib Christian Albert von Cotta Schønberg, född 23 oktober 1902 i Köpenhamn, död 24 september 1955, var en dansk skådespelare. Från mitten av 1930-talet var han en av Danmakrs mest populära aktörer i lustspelssammang – både på film och teaterscenen.
Schønberg scendebuterade 1920 på Sønderborg Teater. Han kom att medverka i drygt 100 filmer, varav några var svenska produktioner (inklusive 1946 års Brita i grosshandlarhuset).

## Filmografi i urval
- 1922 – Häxan
- 1934 – København, Kalundborg og - ?
- 1942 – Lykken kommer
- 1942 – Frk. Kirkemus
- 1942 – Frk. Vildkat
- 1942 – Urspårad (Afsporet)
- 1944 – Åtta ackord
- 1946 – Onsdagsväninnan
- 1947 – Hans onsdagsveninde
- 1947 – Vår Herre tar semester
- 1947 – Jag älskar dig, Karlsson!
- 1947 – Familien Swedenhielm
- 1948 – Mens porten var lukket
- 1948 – Hjältar mot sin vilja
- 1952 – För min heta ungdoms skull
- 1953 – Far till fyra
- 1954 – Troll i ord
- 1955 – Far och flyg